# Polyphonie X
Polyphonie X — музичний твір французького композитора П'єра Булеза для 18-ти сольних інструментів. Написаний протягом 1950-51 рр. Складається із трьох частин: Modere souple, Assez lent, Vif.
Є одним із перших творів композитора, написаних серійною технікою (поряд із «Структурами І» для двох фортепіано, струнним квартетом Livre pour Quatour, двох електронних записів Etude Sur Un Son і Etude Sur Sept Sons). Ці роботи, написані з 1949 по 1952 рр.
Спочатку Polyphonie X планувався як частина твору набагато більшого масштабу, що призначався для семи груп із семи інструментів кожна. Урешті-решт кількість виконавців звелася до 18: семи струнних та одинадцяти духових. Музична основа даного твору задумана як пасма лінійних нашарувань відповідно до незалежної серії ритмічних тривалостей. Впродовж 16 з половиною хвилин, протягом яких триває композиція, музичний матеріал проходить від однієї секції до іншої, постійно змінюючи кількість нот, які звучать за одиницю часу. У той же час повна відсутність руху вперед поступається абстрактності викладу. Темпові частини не є відділені одна від одної, а проходять наскрізно.
Прем'єра Polyphonie X відбулася в 1951 р. в німецькому Донауешингені та викликала надзвичайний скандал. Існує лише два записи даного твору, втім сам автор не був задоволений від виконання і зняв цей твір зі свого каталогу, який так і не був надрукованим.